# Холт, Клэр
Клэр Рианнон Холт-Джоблон (англ. Claire Rhiannon Holt-Joblon; род. 11 июня 1988 года) — австралийская актриса, наиболее известная по телесериалам «H2O: Просто добавь воды», «Дневники вампира», «Древние» и «Наследие».

## Биография
Клэр родилась в Брисбене, штат Квинсленд, в семье Джеффри и Энн Холт. Также у неё есть старшая сестра, Рэйчел, и младшие брат и сестра, Дэвид и Мэдлин.

## Карьера

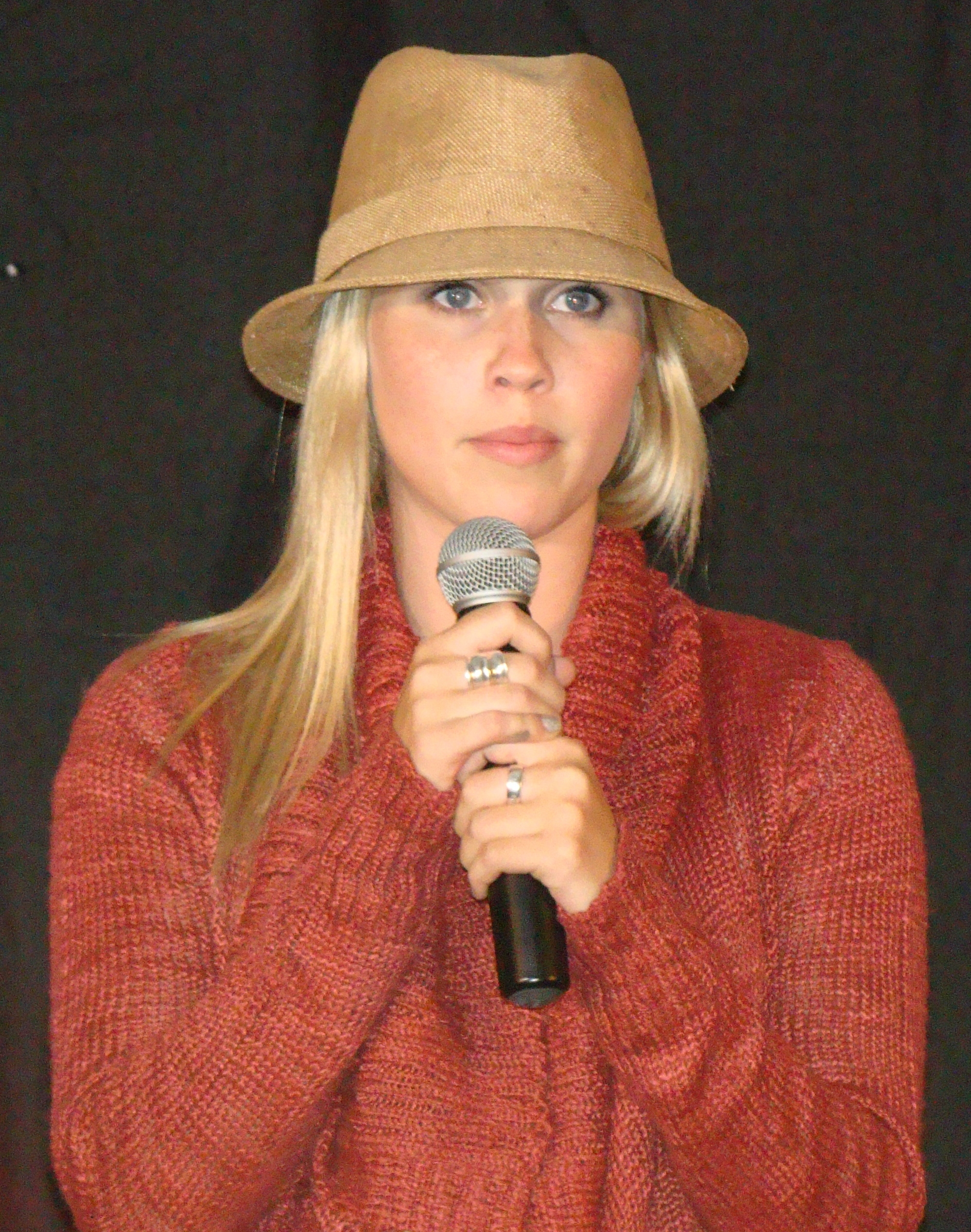
Клэр Холт в июне 2012 года

Клэр окончила школу Toowong в конце 2005 года. Имеет чёрный пояс по тхэквондо. Помимо кино Клэр отлично поёт, и даже состояла в школьном хоре.
Клэр начала актёрскую карьеру совершенно случайно. В детстве она мечтала стать доктором, но так как хотела заработать самостоятельно на карманные расходы она начала сниматься в различных рекламных роликах.
Её дебютной ролью стала всем известная Эмма Гилберт в подростковом телесериале «H2O: Просто добавь воды», где она снималась на протяжении 2-х сезонов. После окончания второго сезона было принято решение о продлении, но Холт не стала продлевать контракт, так как её утвердили на роль Линдси Роллинз в «Посланники 2: Пугало».
После этого актриса появлялась на публике только на светских мероприятиях, но, как оказалось позже, это было всего лишь «затишьем перед бурей». В конце 2010 года Клэр утвердили на роль Честити Мейер в сиквеле популярного фильма «Дрянные девчонки» — «Дрянные девчонки 2». Позже она снялась в нескольких эпизодах молодёжного сериала «Милые обманщицы». В 2012 году ожидалась также премьера одноимённой адаптации нью-йоркского бестселлера, романа Дональд Миллера — «Blue Like Jazz», где Клэр исполняет одну из главных ролей. В 2016 году Холт пригласили на роль в фильме «Страх глубин», где она играет главную роль.
Клэр Холт играла Первородного вампира Ребекку Майклсон в сериале «Дневники вампира». 3 октября 2013 года действия персонажа Холт переносятся в его спин-офф — «Древние».

## Личная жизнь
С 2016 по 2017 годы Холт была замужем за телевизионным продюсером Мэттом Капланом.
17 декабря 2017 года Холт сообщила о помолвке с управляющим агентства по продаже недвижимости Эндрю Джоблоном. В феврале 2018 года Холт перенесла выкидыш. 18 августа 2018 года Холт и Джобсон поженились. У супругов трое детей: сын Джеймс Холт Джоблон (род. 28 марта 2019), дочь Эль Джоблон (род. 12 сентября 2020) и сын Форд Джоблон (род. 9 ноября 2023).

## Фильмография
| Год       |   | Русское название          | Оригинальное название       | Роль             |
| --------- | - | ------------------------- | --------------------------- | ---------------- |
| 2006—2008 | с | H2O: Просто добавь воды   | H2O: Just Add Water         | Эмма Гилберт     |
| 2009      | ф | Посланники 2: Чучело      | Messengers 2: The Scarecrow | Линдси Роллинс   |
| 2011      | с | Дрянные девчонки 2        | Mean Girls 2                | Честити Мейер    |
| 2011      | с | Милые обманщицы           | Pretty Little Liars         | Самара Кук       |
| 2011—2014 | с | Дневники вампира          | The Vampire Diaries         | Ребека Майклсон  |
| 2012      | ф | Грустный, как джаз        | Blue Like Jazz              | Пенни            |
| 2013—2018 | с | Древние                   | The Originals               | Ребека Майклсон  |
| 2015—2016 | с | Водолей                   | Aquarius                    | Шармейн Талли    |
| 2017      | ф | Синяя бездна              | 47 Meters Down              | Кейт             |
| 2018      | ф | Жестокое разделение       | A Violent Separation        | Эбби             |
| 2019      | ф | Вечеринка в честь развода | The Divorce Party           | Сьюзен           |
| 2021      | ф | Неназванный фильм ужасов  | Untitled Honor Movie        | Келли            |
| 2022      | с | Наследие                  | Legacies                    | Ребекка Майклсон |

## Клипы
| Год  | Исполнитель         | Песня         |
| ---- | ------------------- | ------------- |
| 2014 | The Madden Brothers | «We Are Done» |

## Награды и номинации
| Год  | Премия             | Номинация                          | Номинированная работа | Результат |
| ---- | ------------------ | ---------------------------------- | --------------------- | --------- |
| 2014 | Teen Choice Awards | Choice TV Actress: Sci- Fi/Fantasy | Первородные           | Номинация |